# Vichten
Vichten (luxemburgisch Viichtenⓘ) ist eine Gemeinde im Großherzogtum Luxemburg und gehört zum Kanton Redingen.

## Zusammensetzung der Gemeinde
Die Gemeinde besteht aus den Ortschaften Vichten und Michelbouch.

## Historische Funde
Zu Beginn der 1990er Jahre wurde in Vichten neben römischen Wandmalereien auch ein römisches Mosaik entdeckt, auf dem Homer im Kreis der neun Musen zu sehen ist. Die Anordnung der Musen ist sternförmig und entspricht der Reihenfolge, die von Hesiod festgelegt wurde. Interessant ist insbesondere die Darstellung der Urania, die offenbar einen frühen Himmelsglobus neben sich hat. 
Das vielfarbige Mosaik aus dem Jahr 240 n. Chr. mit einer Fläche von 61,3 m² wurde wohl in Trier gefertigt und diente als Bodenschmuck in einem galloromanischen Gutshof; eine Kopie dieses Mosaiks ist in Vichten zu besichtigen. Das Original befindet sich im Musée national d’Histoire et d’Art in Luxemburg. Weitere Spuren der römischen Besiedlung Vichtens bestehen in einigen römischen Kapitellen, die im Glockenturm der Kirche verbaut wurden.

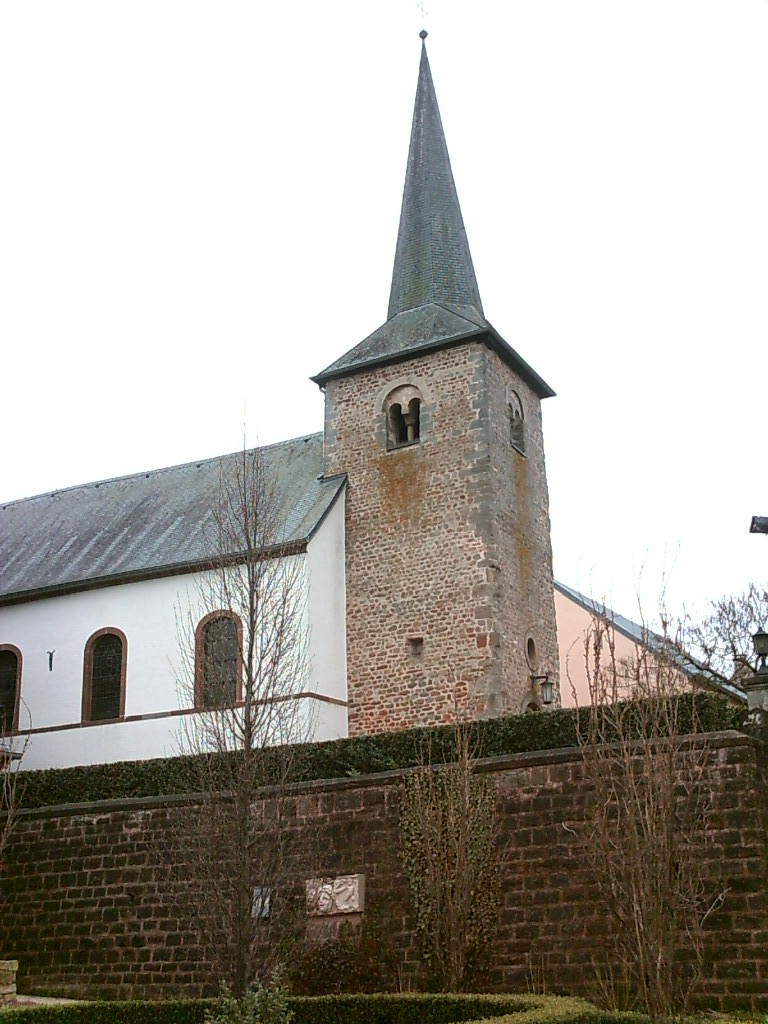
Kirche und Mauern mit weiterverarbeiteten römischen Bauteilen
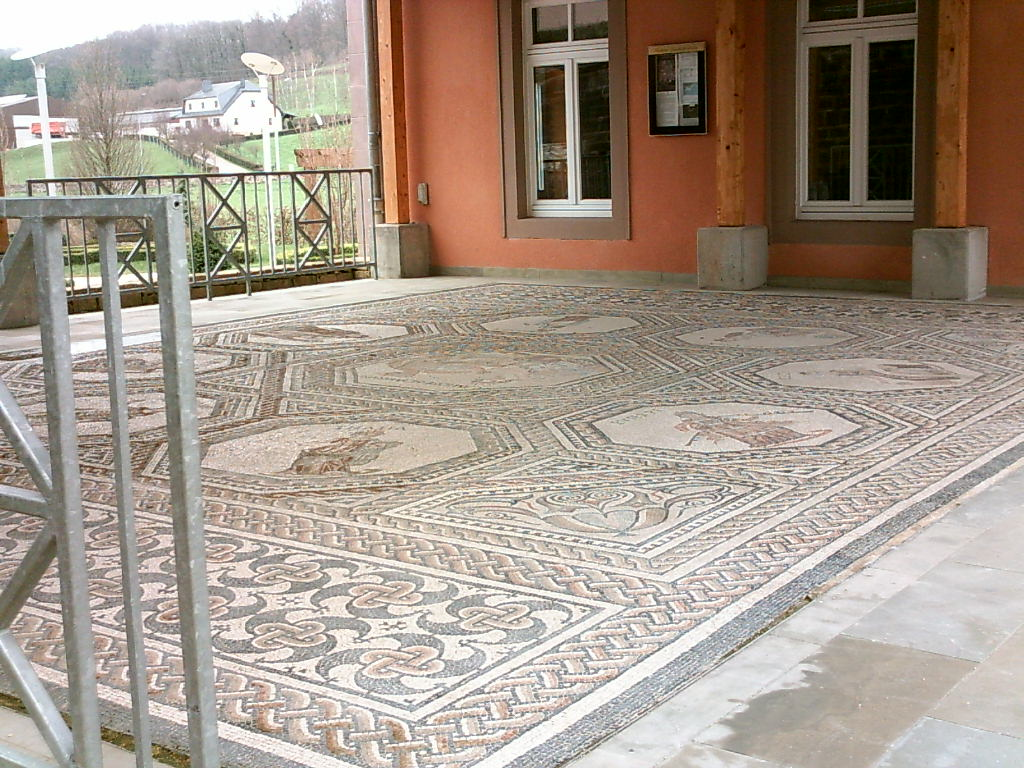
Das Mosaik von Vichten – Gesamtansicht
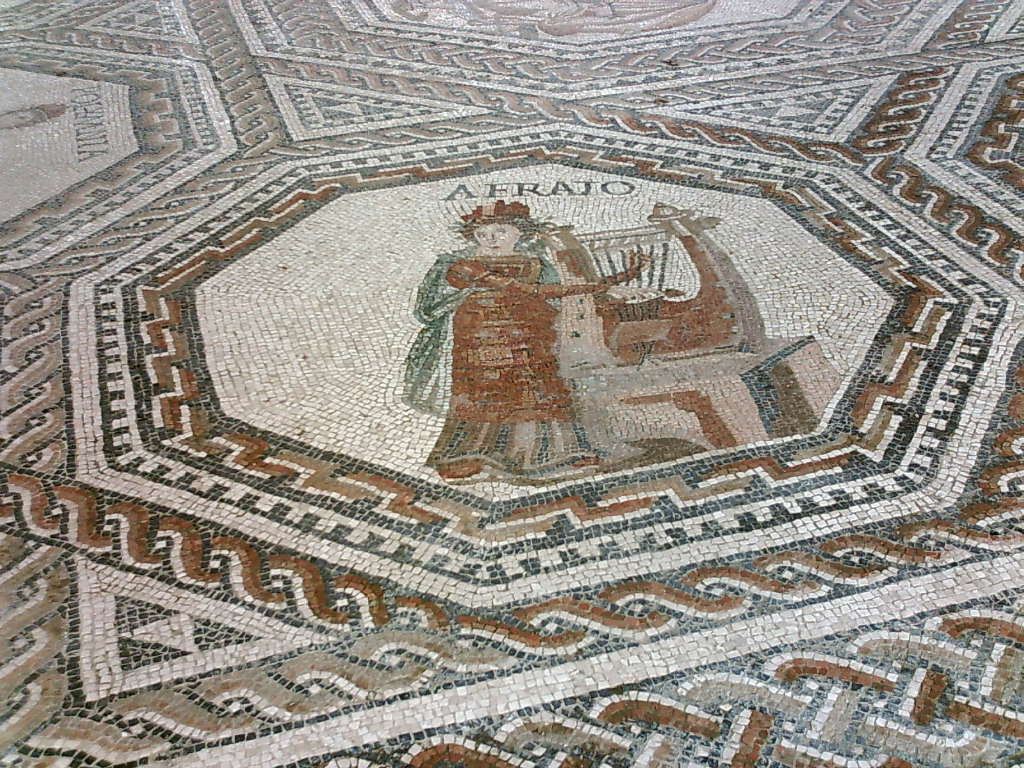
Erato
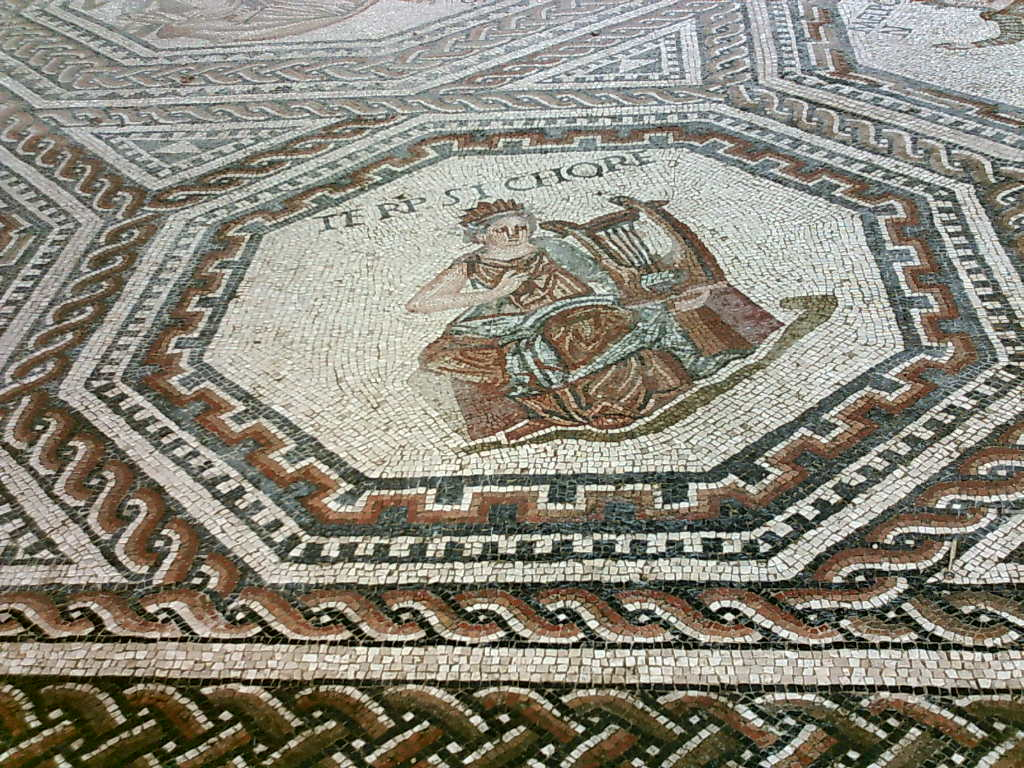
Terpsichore
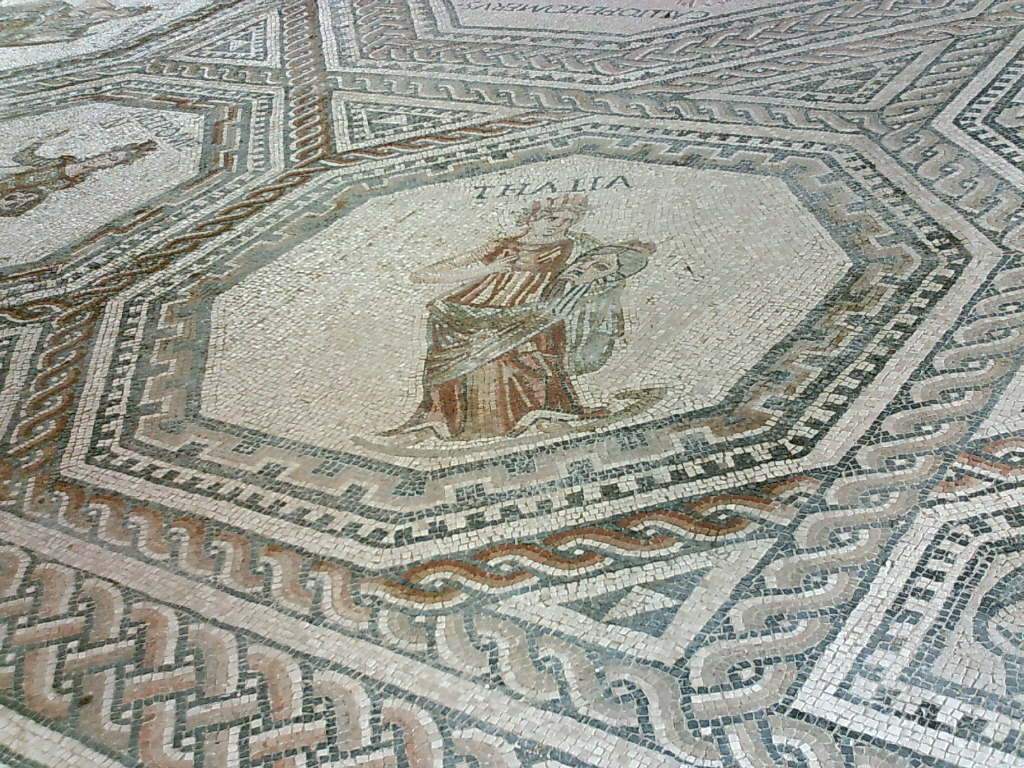
Thalia
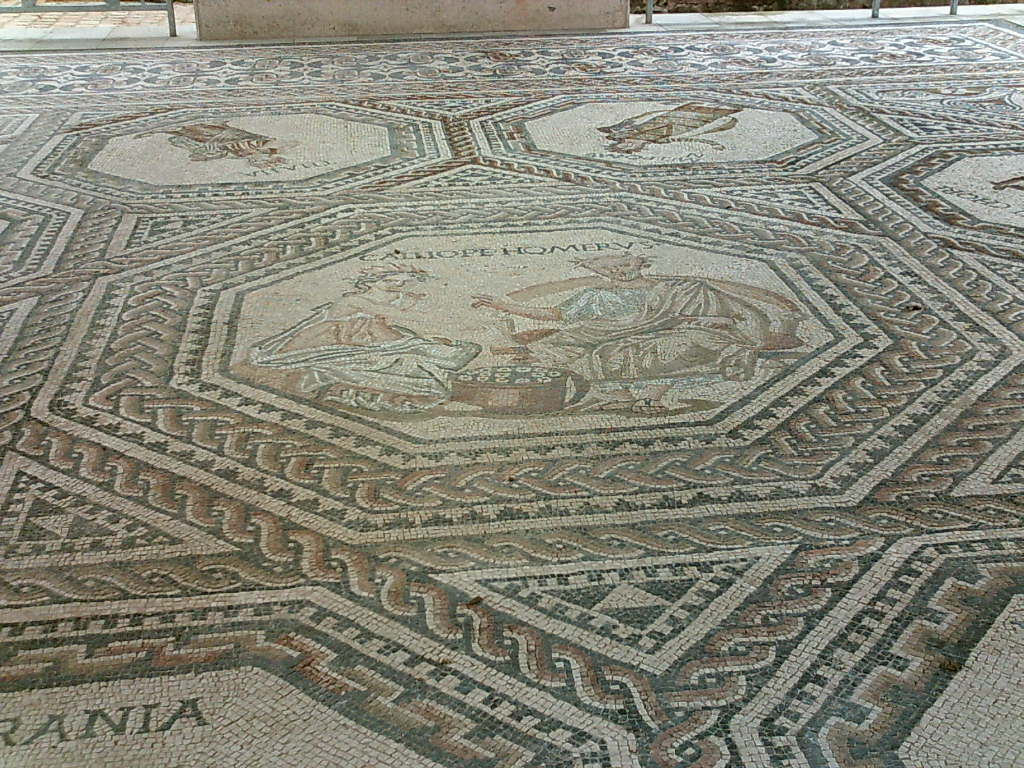
Kalliope und Homer
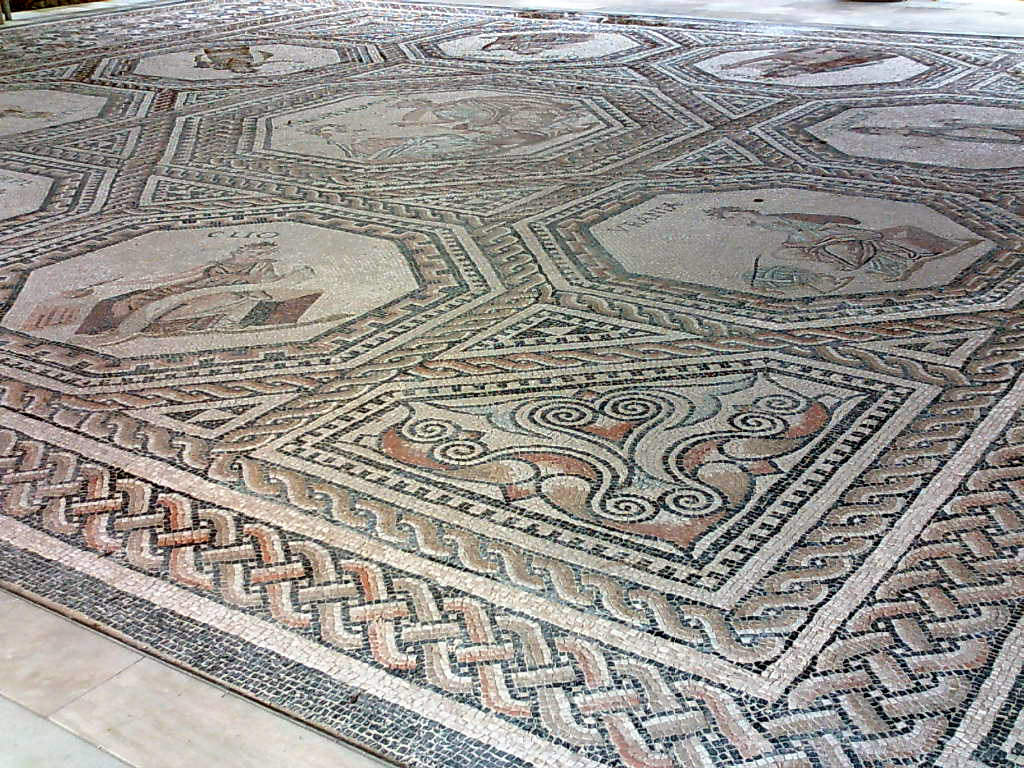
Klio und Urania
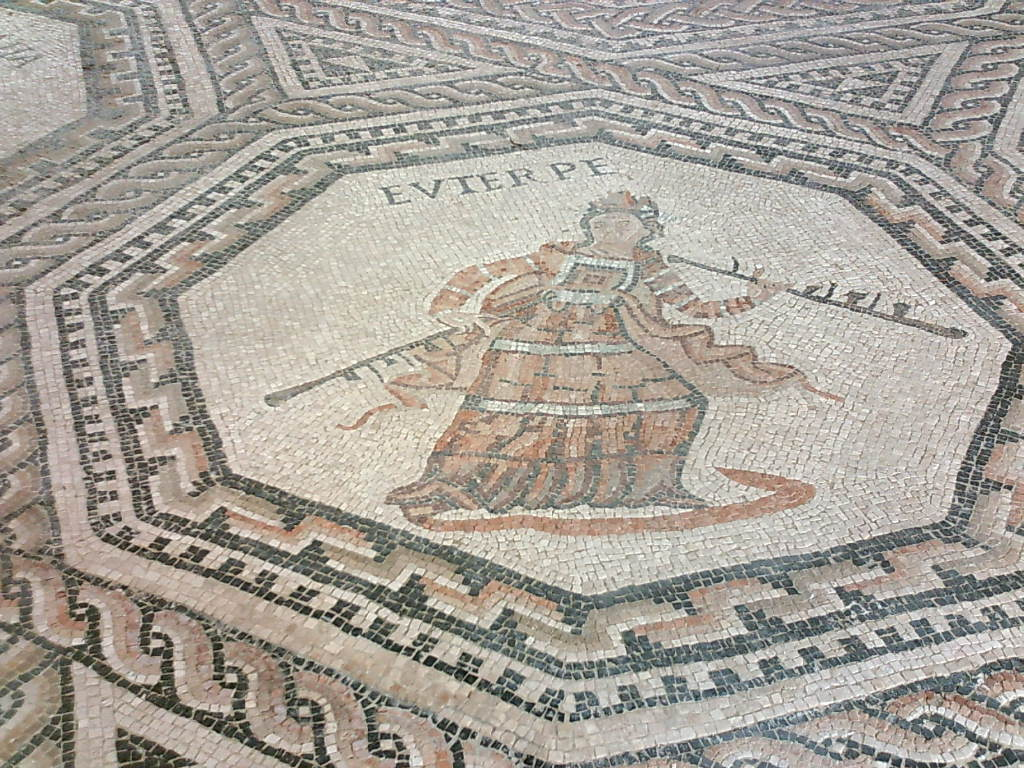
Euterpe

## Bekannte Personen
- Pierre Grégoire (1907–1991), Politiker
- Jean Colombera (* 1954), Politiker